# Pseudognaphalium bourgovii
La manzanilla del río (Pseudognaphalium bourgovii) es una especie de plantas de la familia de las asteráceas.

## Descripción
Es una hierba anual que alcanza un tamaño de hasta 1.5 m de altura, con hojas hasta de l0 cm de largo. Las flores son de color crema, amarillo pálido o café claro y están en capitulescencias.

## Distribución y hábitat
Originaria de México. Habita en climas semiseco y templado entre los 900 y los 2500 m s. n. m. Planta silvestre, crece a orilla de los caminos, terrenos de cultivo, maizales o terrenos con rastrojos, asociada a bosques de encino y de pino.

## Propiedades
Es importante su uso en el tratamiento de enfermedades respiratorias como la tos, bronquitis (Morelos, Sonora), asma y ronquera, se emplean las flores en la preparación de los remedios.
Otros padecimientos en los que se indica su uso son: males estomacales, heridas, llagas, artritis, lumbago, ciática, dolor de cabeza, fiebre e hidropesía.

## Taxonomía
Pseudognaphalium bourgovii fue descrita por (A.Gray) Anderb.  y publicado en Opera Bot. 104: 147. 1991
Etimología
Pseudognaphalium: nombre genérico que viene de la palabra griega "gnaphalon" y significa "mechón de lana" en alusión al aspecto lanudo de estas plantas y del prefijo latíno que significa "falso".
Sinonimia
- Gnaphalium bourgovii A.Gray[4]